# World Rugby Hall of Fame
Die World Rugby Hall of Fame (bis 2014 IRB Hall of Fame) ist eine Ruhmeshalle der Sportart Rugby Union, die seit 2006 in Glasgow vom Weltverband World Rugby geführt wird. Geehrt werden Spieler, Trainer, Schiedsrichter und Institutionen, die maßgeblich zur Entwicklung der Sportart beigetragen haben.
Eine weitere Ruhmeshalle war von 1997 bis 2007 die International Rugby Hall of Fame. Deren Mitglieder wurden 2014 in die World Rugby Hall of Fame integriert.

## Mitglieder

### 2006
| Name               | Nat.    | Karriere                                            |
| ------------------ | ------- | --------------------------------------------------- |
| William Webb Ellis | England | laut einer Legende der Erfinder des Rugby           |
| Rugby School       | England | die Privatschule, an der das Spiel entwickelt wurde |

### 2007
| Name                | Nat.       | Karriere                                                                                                |
| ------------------- | ---------- | --- |
| Pierre de Coubertin | Frankreich | Wiederbegründer der Olympischen Spiele, Schiedsrichter des ersten französischen Meisterschaftsendspiels |
| Danie Craven        | Sudafrika  | Nationalspieler und Trainer Südafrikas von den 1930er bis 1950er Jahren                                 |
| Gareth Edwards      | Wales      | walisischer Nationalspieler und Teil der British and Irish Lions                                        |
| John Eales          | Australien | Kapitän der australischen Nationalmannschaft, Weltmeister 1991 und 1999                                 |
| Wilson Whineray     | Neuseeland | Kapitän der neuseeländischen Nationalmannschaft in den 1950er und 1960er Jahren                         |

### 2008
| Name                                               | Nat.        | Karriere                                                                                                |
| -------------------------------------------------- | ----------- | --- |
| Jack Kyle                                          |             | Kapitän der irischen Nationalmannschaft, die 1948 erstmals einen Grand Slam bei den Five Nations gewann |
| Ned Haig und Melrose Club                          | Schottland  | Erfinder des Siebener-Rugby und dessen Verein                                                           |
| Hugo Porta                                         | Argentinien | Kapitän der argentinischen Nationalmannschaft, die erstmals Australien schlug                           |
| Philippe Sella                                     | Frankreich  | französischer Rekordnationalspieler der Amateurära                                                      |
| New Zealand Natives und deren Kapitän Joe Warbrick | Neuseeland  | Māori-Auswahl in den Jahren 1888/89                                                                     |

### 2009
| Name                | Nat.       | Karriere |
| ------------------- | ---------- | --- |
| Frik du Preez       | Sudafrika  | südafrikanischer Nationalspieler in den 1960er Jahren                                                             |
| Barry Heatlie       | Sudafrika  | Kapitän der südafrikanischen Nationalmannschaft Ende des 19. und Anfang des 20. Jahrhunderts                      |
| Bill Maclagan       | Schottland | Kapitän der schottischen Nationalmannschaft und der British Isles im 19. Jahrhundert                              |
| Willie John McBride |            | Spieler der irischen Nationalmannschaft und Kapitän der British and Irish Lions sowie Trainer beider Mannschaften |
| Ian McGeechan       | Schottland | Spieler der schottischen Nationalmannschaft und der British and Irish Lions sowie Trainer beider Mannschaften     |
| Syd Millar          |            | irischer Nationalspieler und Trainer, trainierte 1974 auch die Lions; Vorsitzender des International Rugby Board  |
| Cliff Morgan        | Wales      | Spieler der walisischen Nationalmannschaft und der Lions                                                          |
| Tony O’Reilly       |            | irischer Nationalspieler in den 1950er und 1960er Jahren, erzielte die meisten Versuche für die Lions             |
| Bennie Osler        | Sudafrika  | Kapitän der südafrikanischen Nationalmannschaft in den 1920er und 1930er Jahren                                   |

### 2010
| Name                                      | Nat.       | Karriere                                                                                      |
| ----------------------------------------- | ---------- | --------------------------------------------------------------------------------------------- |
| Serge Blanco                              | Frankreich | französischer Nationalspieler in den 1980er und 1990er Jahren                                 |
| André Boniface und Guy Boniface           | Frankreich | französische Nationalspieler in den 1950er und 1960er Jahren                                  |
| David Gallaher                            | Neuseeland | erster Kapitän der neuseeländischen Nationalmannschaft                                        |
| Mike Gibson                               |            | Rekordnationalspieler Irlands bei Karriereende, 68 Spiele für die Lions                       |
| Frank Hancock und sein Verein Cardiff RFC | Wales      | Kapitän der walisischen Nationalmannschaft in den 1880er Jahren                               |
| Lucien Mias                               | Frankreich | Kapitän der französischen Nationalmannschaft, führte Frankreich zum ersten Five Nations-Titel |
| William Percy Carpmael und die Barbarians | England    | Kapitän der Barbarians in den 1890er Jahren                                                   |
| Jean Prat                                 | Frankreich | französischer Rekordnationalspieler zum Zeitpunkt seines Karriereendes                        |
| Alan Rotherham und Harry Vassall          | England    | englische Nationalspieler in den 1880er Jahren                                                |

### 2011
| Name                   | Nat.        | Karriere |
| ---------------------- | ----------- | --- |
| Kitch Christie         | Sudafrika   | Trainer der südafrikanischen Nationalmannschaft, Weltmeister 1995                                                 |
| Bob Dwyer              | Australien  | Trainer der australischen Nationalmannschaft, Weltmeister 1991                                                    |
| Nick Farr-Jones        | Australien  | Kapitän der australischen Nationalmannschaft, Weltmeister 1991                                                    |
| Martin Johnson         | England     | Kapitän der englischen Nationalmannschaft, Weltmeister 2003, Spieler der British and Irish Lions                  |
| John Kendall-Carpenter | England     | Vorsitzender der Rugby Football Union, Mitorganisator der ersten Weltmeisterschaft                                |
| David Kirk             | Neuseeland  | Kapitän der neuseeländischen Nationalmannschaft, die 1987 die erste Weltmeisterschaft gewann                      |
| Brian Lima             | Samoa       | samoanischer Nationalspieler in den 1990er und 2000er Jahren                                                      |
| Brian Lochore          | Neuseeland  | Kapitän, Trainer und Manager der neuseeländischen Nationalmannschaft, Weltmeister 1987                            |
| Jonah Lomu             | Neuseeland  | neuseeländischer Nationalspieler, 15 Versuche bei Weltmeisterschaften                                             |
| Rod Macqueen           | Australien  | Trainer der australischen Nationalmannschaft, Weltmeister 1999                                                    |
| Agustín Pichot         | Argentinien | Kapitän der argentinischen Nationalmannschaft, die 2007 erstmals in das Halbfinale einer Weltmeisterschaft einzog |
| Francois Pienaar       | Sudafrika   | Kapitän der südafrikanischen Nationalmannschaft, Weltmeister 1995                                                 |
| Gareth Rees            | Kanada      | Kapitän der kanadischen Nationalmannschaft in den 1990er Jahren                                                   |
| Nicholas Shehadie      | Australien  | Kapitän der australischen Nationalmannschaft in den 1950er Jahren                                                 |
| John Smit              | Sudafrika   | Kapitän der südafrikanischen Nationalmannschaft, Weltmeister 2007                                                 |
| Roger Vanderfield      | Australien  | Schiedsrichter, Vorsitzender der Australian Rugby Union                                                           |
| Jake White             | Sudafrika   | Trainer der südafrikanischen Nationalmannschaft, Weltmeister 2007                                                 |
| Clive Woodward         | England     | Trainer der englischen Nationalmannschaft, Weltmeister 2003, Trainer der Lions 2005                               |

### 2012
| Name                                   | Nat.               | Karriere                                                                    |
| -------------------------------------- | ------------------ | --------------------------------------------------------------------------- |
| Ian Campbell und Donald Campbell       | Chile              | chilenische Nationalspieler                                                 |
| Yoshihiro Sakata                       | Japan              | japanischer Nationalspieler in den 1960er und 1970er Jahren                 |
| Gordon Tietjens                        | Neuseeland         | Trainer der neuseeländischen 7er-Rugby-Nationalmannschaft, Weltmeister 2001 |
| Kennedy Tsimba und Richard Tsimba      | Simbabwe           | Rugby-Pioniere in Simbabwe in den 1980er Jahren                             |
| Olympiaauswahl der Vereinigten Staaten | Vereinigte Staaten | Goldmedaillengewinner 1920 und 1924                                         |
| Olympiaauswahl Rumäniens               | Rumänien           | Bronzemedaillengewinner 1924                                                |

### 2013
| Name                  | Nat.        | Karriere |
| --------------------- | ----------- | --- |
| David Bedell-Sivright | Schottland  | schottischer Nationalspieler zu Beginn des 20. Jahrhunderts                                                 |
| David Campese         | Australien  | Kapitän der australischen Nationalmannschaft, Weltmeister 1991                                              |
| Ken Catchpole         | Australien  | australischer Nationalspieler in den 1960er Jahren                                                          |
| Ronnie Dawson         |             | irischer Nationalspieler in den 1950er und 1960er Jahren, Kapitän der Lions                                 |
| Mark Ella             | Australien  | australischer Nationalspieler in den 1980er Jahren                                                          |
| George Gregan         | Australien  | australischer Nationalspieler, Weltmeister 1999, bei seinem Rücktritt Spieler mit den meisten Länderspielen |
| Wladimir Iljuschin    | Sowjetunion | Gründer und erster Präsident des sowjetischen Rugbyverbandes                                                |
| Gavin Hastings        | Schottland  | schottischer Nationalspieler in den 1980er und 1990er Jahren                                                |
| Alfred Hamersley      | England     | englischer Nationalspieler und Politiker, nahm am ersten Länderspiel teil                                   |
| Tom Lawton            | Australien  | australischer Nationalspieler in den 1920er und 1930er Jahren                                               |
| Jack Matthews         | Wales       | walisischer Nationalspieler in den 1940er und 1950er Jahren                                                 |
| Robert Seddon         | England     | englischer Nationalspieler in den 1880er Jahren                                                             |
| Waisale Serevi        | Fidschi     | Weltmeister im 7er-Rugby 1997 und 2005                                                                      |
| John Thornett         | Australien  | australischer Nationalspieler in den 1950er und 1960er Jahren                                               |
| Bleddyn Williams      | Wales       | Kapitän der walisischen Nationalmannschaft und der Lions in den 1940er und 1950er Jahren                    |

### 2014
| Name              | Nat.               | Karriere                                                                                   |
| ----------------- | ------------------ | ------------------------------------------------------------------------------------------ |
| Fred Allen        | Neuseeland         | Kapitän und Trainer der neuseeländischen Nationalmannschaft                                |
| Nathalie Amiel    | Frankreich         | französische Nationalspielerin den 1980er und 1990er Jahren                                |
| Bill Beaumont     | England            | englischer Nationalspieler in den 1970er und 1980er Jahren                                 |
| Gill Burns        | England            | englische Nationalspielerin in den 1980er und 1990er Jahren                                |
| Don Clarke        | Neuseeland         | neuseeländischer Nationalspieler in den 1950er und 1960er Jahren                           |
| Ieuan Evans       | Wales              | walisischer Nationalspieler in den 1980er und 1990er Jahren                                |
| Don Fox           | Neuseeland         | neuseeländischer Nationalspieler, Weltmeister 1987                                         |
| Sean Fitzpatrick  | Neuseeland         | Kapitän der neuseeländischen Nationalmannschaft, Weltmeister 1987                          |
| Jim Greenwood     | Schottland         | schottischer Nationalspieler in den 1950er Jahren                                          |
| Carol Isherwood   | England            | englische Nationalspielerin in den 1980er und 1990er Jahren                                |
| Patty Jervey      | Vereinigte Staaten | US-amerikanische Nationalspielerin in den 1990er und 2000er Jahren, Weltmeisterin 1991     |
| Michael Jones     | Neuseeland         | neuseeländischer Nationalspieler, Weltmeister 1987                                         |
| Ian Kirkpatrick   | Neuseeland         | neuseeländischer Nationalspieler in den 1960er und 1970er Jahren                           |
| John Kirwan       | Neuseeland         | neuseeländischer Nationalspieler in den 1980er und 1990er Jahren sowie Trainer             |
| Jason Leonard     | England            | englischer Nationalspieler in den 1990er und 2000er Jahren, Weltmeister 2003               |
| Michael Lynagh    | Australien         | australischer Nationalspieler, Weltmeister 1991                                            |
| Jo Maso           | Frankreich         | französischer Nationalspieler in den 1960er und 1970er Jahren                              |
| Terry McLean      | Neuseeland         | neuseeländischer Sportjournalist                                                           |
| Colin Meads       | Neuseeland         | neuseeländischer Nationalspieler in den 1950er und 1960er Jahren                           |
| Graham Mourie     | Neuseeland         | neuseeländischer Nationalspieler in den 1970er und 1980er Jahren sowie Trainer             |
| George Nepia      | Neuseeland         | neuseeländischer Nationalspieler in den 1920er und 1930er Jahren                           |
| Farah Palmer      | Neuseeland         | Kapitänin der neuseeländischen Nationalmannschaft, dreifache Weltmeisterin                 |
| Anna Richards     | Neuseeland         | neuseeländische Nationalspielerin in den 1990er und 2000er Jahren, vierfache Weltmeisterin |
| Keith Rowlands    | Wales              | walisischer Nationalspieler in den 1960er Jahren, CEO des International Rugby Board        |
| J. P. R. Williams | Wales              | walisischer Nationalspieler in den 1960er und 1970er Jahren                                |
| Keith Wood        |                    | irischer Nationalspieler in den 1990er und 2000er Jahren                                   |

### 2015
| Name                     | Nat.       | Karriere |
| ------------------------ | ---------- | --- |
| Phil Bennett             | Wales      | walisischer Nationalspieler in den 1960er und 1970er Jahren, Kapitän der British and Irish Lions 1977, leitete den berühmtesten Versuch der Rugbygeschichte ein |
| Naas Botha               | Sudafrika  | südafrikanischer Nationalspieler in den 1980er und 1990er Jahren                                                                                                |
| Gordon Brown             | Schottland | schottischer Nationalspieler in den 1960er und 1970er Jahren, British and Irish Lion 1971, 1974 und 1977                                                        |
| Marcel Communeau         | Frankreich | französischer Nationalspieler in den 1900er und 1910er Jahren                                                                                                   |
| Gerald Davies            | Wales      | walisischer Nationalspieler in den 1960er und 1970er Jahren und Funktionär bei den British and Irish Lions als auch des walisischen Verbandes                   |
| Mervyn Davies            | Wales      | walisischer Nationalspieler in den 1960er und 1970er Jahren |
| Morné du Plessis         | Sudafrika  | Kapitän der südafrikanischen Nationalmannschaft in den 1970er Jahren, Manager der Weltmeister von 1995                                                          |
| Danie Gerber             | Sudafrika  | südafrikanischer Nationalspieler in den 1980er und 1990er Jahren                                                                                                |
| Tim Horan                | Australien | australischer Nationalspieler von 1989–2000, Weltmeister 1991 und 1999                                                                                          |
| Andy Irvine              | Schottland | schottischer Nationalspieler in den 1970er und 1980er Jahren, neunfacher British and Irish Lion                                                                 |
| Carwyn James             | Wales      | walisischer Nationaltrainer und -spieler, führte die British and Irish Lions zum Sieg über Neuseeland 1971                                                      |
| Barry John               | Wales      | walisischer Nationalspieler den 1960er und 1970er Jahren, fünffacher British and Irish Lion, Spitzname “The King”                                               |
| Tom Kiernan              | Irland     | irischer Nationalspieler den 1960er und 1970er Jahren, Kapitän der British and Irish Lions 1968                                                                 |
| Basil Maclear            | Irland     | irischer Nationalspieler in den 1900er Jahren, starb in der Zweiten Flandernschlacht in Ypern                                                                   |
| Nelson Mandela           | Sudafrika  | Präsident Südafrikas, der während der WM 1995 versuchte die durch die Apartheid gespaltene Gesellschaft in der Unterstützung der Springboks zu vereinen         |
| Bill McLaren             | Schottland | schottischer BBC-Kommentator, “The Voice of Rugby” |
| Edgar Mobbs              | England    | englischer Nationalspieler in den 1900er Jahren, starb in der Dritten Flandernschlacht in Passchendaele                                                         |
| Hennie Muller            | Sudafrika  | Kapitän der südafrikanischen Nationalmannschaft in den 1940er und 1950er Jahren                                                                                 |
| Gwyn Nicholls            | Wales      | Kapitän der walisischen Nationalmannschaft in den 1890er und 1900er Jahren, British and Irish Lion 1899                                                         |
| Ronald Poulton           | England    | englischer Nationalspieler in den 1900er und 1910er Jahren, starb im 1. Weltkrieg an der Westfront                                                              |
| Tom Richards             | Australien | australischer Nationalspieler in den 1900er und 1910er Jahren                                                                                                   |
| Jean-Pierre Rives        | Frankreich | französischer Nationalspieler in den 1970er und 1980er Jahren                                                                                                   |
| Fergus Slattery          | Irland     | Kapitän der irischen Nationalmannschaft in den 1970er und 1980er Jahren, dreifacher British and Irish Lion                                                      |
| Joost van der Westhuizen | Sudafrika  | südafrikanischer Nationalspieler in den 1990er und 2000er Jahren, Weltmeister 1995                                                                              |
| Wavell Wakefield         | England    | englischer Nationalspieler in den 1920er Jahren, Funktionär beim Welt- und englischem Verband sowie den Harlequins                                              |
| Johnnie Williams         | Wales      | walisischer Nationalspieler in den 1900er und 1910er Jahren, starb bei der Schlacht an der Somme                                                                |

### 2016
| Name               | Nat.       | Karriere |
| ------------------ | ---------- | --- |
| Maggie Alphonsi    | England    | englische Nationalspielerin in den 2000er und 2010er Jahren, Weltmeisterin 2014 |
| Danny Carroll      | Australien | australischer und US-amerikanischer Nationalspieler von 1908–1920, Olympiasieger 1908 und 1920 |
| Lawrence Dallaglio | England    | englischer Nationalspieler in den 1990er und 2000er Jahren, Weltmeister 2003, British and Irish Lion 1997 |
| John Dawes         | Wales      | Kapitän und Trainer der walisischen Nationalmannschaft sowie der British and Irish Lions in den 1960er und 1970er Jahren                                                                                          |
| Arthur Gould       | Wales      | Kapitän der walisischen Nationalmannschaft in den 1880er und 1890er Jahren |
| Jeremy Guscott     | England    | englischer Nationalspieler in den 1980er und 1990er Jahren, British and Irish Lion 1993 und 1997 |
| George Macpherson  | Schottland | schottischer Nationalspieler in den 1920er und 1930er Jahren |
| Heather Moyse      | Kanada     | kanadische Nationalspielerin in den 2000er und 2010er Jahren, 2010 und 2014 Olympiasiegerin im Zweier-Bob |
| Brian O’Driscoll   | Irland     | irischer Nationalspieler von 1999–2014, vier Touren mit den British and Irish Lions, Kapitän der irischen Nationalmannschaft, die 2009 nach 61 Jahren wieder einen Grand Slam bei den Six Nations gewinnen konnte |
| Daisuke Ōhata      | Japan      | japanischer Nationalspieler in den 1990er und 2000er Jahren, hält den Weltrekord mit 69 Versuchen |
| Shane Williams     | Wales      | walisischer Nationalspieler in den 2000er und 2010er Jahren, Weltspieler des Jahres 2008, British and Irish Lion 2005 und 2009                                                                                    |
| Jonny Wilkinson    | England    | englischer Nationalspieler von 1998–2011, Weltmeister und Weltspieler des Jahres 2003, British and Irish Lion 2001 und 2005                                                                                       |

### 2017
| Name             | Nat.               | Karriere |
| ---------------- | ------------------ | --- |
| Rob Andrew       | England            | englischer Nationalspieler in den 1980er und 1990er Jahren, British and Irish Lion 1989 und 1993, Funktionär beim englischen Verband |
| Al Charron       | Kanada             | kanadischer Nationalspieler von 1989–2003                                                                                            |
| Felipe Contepomi | Argentinien        | argentinischer Nationalspieler von 1998–2013                                                                                         |
| Phaidra Knight   | Vereinigte Staaten | US-amerikanische Nationalspielerin in den 2000er und 2010er Jahren                                                                   |
| Fabien Pelous    | Frankreich         | französischer Nationalspieler in den 1990er und 2000er Jahren, 42-facher Kapitän                                                     |

### 2018
| Name              | Nat.       | Karriere |
| ----------------- | ---------- | --- |
| Liza Burgess      | Wales      | walisische Nationalspielerin in den 1990er und 2000er Jahren |
| Stephen Larkham   | Australien | australischer Nationalspieler in den 1990er und 2000er Jahren, Weltmeister 1999                                                                                                   |
| Ronan O’Gara      | Irland     | irischer Nationalspieler in den 2000er und 2010er Jahren, British and Irish Lion 2001, 2005 und 2009                                                                              |
| Pierre Villepreux | Frankreich | französischer Nationalspieler in den 1960er und 1970er Jahren, Trainer der französischen Nationalmannschaft in den 1990er Jahren, Funktionär beim Welt- und französischem Verband |
| Bryan Williams    | Neuseeland | neuseeländischer Nationalspieler in den 1970er Jahren, Funktionär beim neuseeländischen Verband                                                                                   |

### 2019
| Name                   | Nat.       | Karriere |
| ---------------------- | ---------- | --- |
| Os du Randt            | Sudafrika  | südafrikanischer Nationalspieler in den 1990er und 2000er Jahren, Weltmeister 1995 und 2007 |
| Peter Fatialofa        | Samoa      | Kapitän der samoanischen Nationalmannschaft in den 1990er Jahren |
| Graham Henry           | Neuseeland | Trainer der neuseeländischen und walisischen Nationalmannschaft sowie der British and Irish Lions, Weltmeister 2011 |
| Shigeru „Shiggy“ Konno | Japan      | japanischer Nationalspieler in den 1940er Jahren, Präsident der Asian Rugby Football Union |
| Richie McCaw           | Neuseeland | Kapitän der neuseeländischen Nationalmannschaft in den 2000er und 2010er Jahren, Weltmeister 2011 und 2015, vier Super Rugby Titel mit den Crusaders, dreifacher Weltspieler des Jahres, bei Karriereende Rekordnationalspieler |
| Diego Ormaechea        | Uruguay    | uruguayischer Nationalspieler in den 1980er und 1990er Jahren, Trainer der Nationalmannschaft in den 2000er Jahren |

### 2021
| Name                     | Nat.       | Karriere |
| ------------------------ | ---------- | --- |
| Will Carling             | England    | englischer Nationalspieler in den 1980er und 1990er Jahren, führte die Nationalmannschaft zu drei Grand Slams |
| Humphrey Kayange         | Kenia      | langjähriger Kapitän der kenianischen Siebener-Nationalmannschaft                                             |
| Osea Kolinisau           | Fidschi    | führte Fidschi zum ersten Olympiasieg im Siebener-Rugby                                                       |
| Huriana Manuel-Carpenter | Neuseeland | zweifache Weltmeisterin im Rugby Union und herausragende Siebener-Spielerin                                   |
| Cheryl McAfee            | Australien | führte Australien zum ersten Weltmeistertitel im Siebener-Rugby der Frauen                                    |
| Jim Telfer               | Schottland | schottischer Nationalspieler sowie Trainer der Nationalmannschaft und der British and Irish Lions             |

### 2022
| Name               | Nat.               | Karriere                                                                      |
| ------------------ | ------------------ | ----------------------------------------------------------------------------- |
| Alice Cooper       | England            | Organisatorinnen der ersten Frauen-Weltmeisterschaft                          |
| Sue Dorrington     | England            | Organisatorinnen der ersten Frauen-Weltmeisterschaft                          |
| Mary Forsyth       | England            | Organisatorinnen der ersten Frauen-Weltmeisterschaft                          |
| Deborah Griffin    | England            | Organisatorinnen der ersten Frauen-Weltmeisterschaft                          |
| Fiao’o Fa’amausili | Neuseeland         | neuseeländische Nationalspielerin und Weltmeisterin 2002, 2006, 2010 und 2017 |
| Kathy Flores       | Vereinigte Staaten | US-amerikanische Nationalspielerin und Weltmeisterin 1991                     |

### 2023
| Name                  | Nat.        | Karriere                                                                           |
| --------------------- | ----------- | ---------------------------------------------------------------------------------- |
| The Varsity Matches   | England     | Traditionsreiches Duell der Universitäten Oxford und Cambridge                     |
| Daniel Carter         | Neuseeland  | neuseeländischer Nationalspieler, Weltmeister 2011 und 2015                        |
| Thierry Dusautoir     | Frankreich  | französischer Nationalspieler in den 2000er und 2010er Jahren                      |
| Bryan Habana          | Sudafrika   | südafrikanischer Nationalspieler in den 2000er und 2010er Jahren, Weltmeister 2007 |
| Juan Martín Hernández | Argentinien | argentinischer Nationalspieler in den 2000er und 2010er Jahren                     |
| George Smith          | Australien  | australischer Nationalspieler in den 2000er und 2010er Jahren                      |

### 2024
| Name           | Nat.       | Karriere                                                                               |
| -------------- | ---------- | -------------------------------------------------------------------------------------- |
| Emilee Cherry  | Australien | führte Australien zum ersten Olympiasieg im Siebener-Rugby                             |
| DJ Forbes      | Neuseeland | führte Neuseeland zum Sieg bei den Commonwealth Games 2010                             |
| Donna Kennedy  | Schottland | schottische Rekordnationalspielerin und erste Spielerin überhaupt mit 100 Test Matches |
| Chris Laidlaw  | Neuseeland | neuseeländischer Nationalspieler in den 1960er Jahren                                  |
| Sergio Parisse | Italien    | italienischer Rekordnationalspieler und fünfmaliger WM-Teilnehmer                      |

### 2025
| Name         | Nat.       | Karriere                                                                        |
| ------------ | ---------- | ------------------------------------------------------------------------------- |
| Matt Burke   | Australien | australischer Nationalspieler in den 1990er und 2000er Jahren, Weltmeister 1999 |
| Richard Hill | England    | englischer Nationalspieler in den 1990er und 2000er Jahren, Weltmeister 2003    |